# Raoul Auernheimer

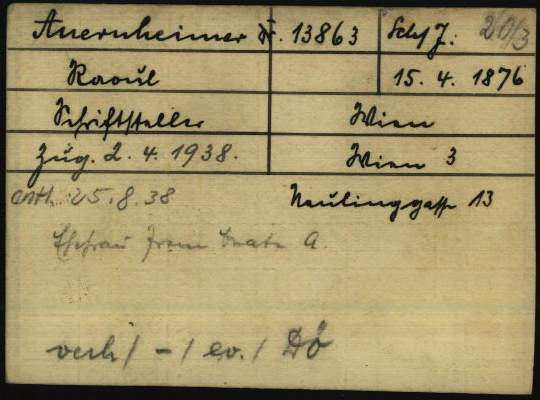
Registreringskort av Raoul Auernheimer som fånge i det nazistiska koncentrationslägret i Dachau

Raoul Auernheimer, född 15 april 1876 och död 6 januari 1948, var en österrikisk författare och journalist.
Auernheimer var redaktör för Neue freie Presse i Wien, och skrev förutom lustspel som Die grosse Leidenschaft (1904) och berättelser och noveller som Der gusseiserne Herrgott (1912), Das wahre Gesicht (1915), Der Geheimniskrämer (1919), Maskenball (1920) och romanen Das Kapital (1923).